# Evacanthus nigriscutus
Evacanthus nigriscutus är en insektsart som beskrevs av Li och Wang 1996. Evacanthus nigriscutus ingår i släktet Evacanthus och familjen dvärgstritar. Inga underarter finns listade i Catalogue of Life.